# Cheiraster
Cheiraster is een geslacht van zeesterren uit de familie Benthopectinidae.

## Soorten
- Cheiraster antarcticus (Koehler, 1907)
- Cheiraster blakei A.M. Clark, 1981
- Cheiraster californicus (Ziesenhenne, 1942)
- Cheiraster capillatus Jangoux, 1981
- Cheiraster cribellum (Alcock, 1893)
- Cheiraster dawsoni (Verrill, 1880)
- Cheiraster diomediae Fisher, 1917
- Cheiraster echinulatus (Perrier, 1875)
- Cheiraster gazellae Studer, 1883
- Cheiraster gerlachei Ludwig, 1903
- Cheiraster granulatus Ludwig, 1910
- Cheiraster hirsutus (Studer, 1884)
- Cheiraster horridus Fisher, 1906
- Cheiraster inops Fisher, 1906
- Cheiraster ludwigi Fisher, 1913
- Cheiraster mirabilis (Perrier, 1881)
- Cheiraster monopedicellaris McKnight, 1973
- Cheiraster niasicus Ludwig, 1910
- Cheiraster otagoensis McKnight, 1973
- Cheiraster oxyacanthus (Sladen, 1889)
- Cheiraster pilosus (Alcock, 1893)
- Cheiraster planeta (Sladen, 1889)
- Cheiraster planus Verrill, 1915
- Cheiraster reunionensis Jangoux & Aziz, 1988
- Cheiraster richardsoni Fell, 1958
- Cheiraster robustus (A.H. Clark, 1917)
- Cheiraster sepitus (Verrill, 1885)
- Cheiraster snyderi Fisher, 1906
- Cheiraster subtuberculatus (Sladen, 1889)
- Cheiraster teres (Sladen, 1889)
- Cheiraster triplacanthus Fisher, 1913
- Cheiraster trullipes (Sladen, 1889)
- Cheiraster tuberculatus (Djakonov, 1929)
- Cheiraster weberi Döderlein, 1921